# Kaukazská
Kaukazká ulice je ulice v Bratislavě, v městské části Petržalka. Je pojmenována podle pohoří Kavkaz.
Nachází se v lokalitě Kolonka, kterou tvoří pozůstatky po původní zástavbě Petržalky, není zde zavedena kanalizace ani plyn. Tato oblast byla před rokem 1989 určená na asanaci, ke které nedošlo kvůli sametové revoluci. Táhne se od Bratrské ulice po Úderníckou ulici, jsou na ni kolmé ulice Hrobárska, Kubínska a Dargovská, je rovnoběžná s ulicí Nábrežná a Gogolova.

## Galerie

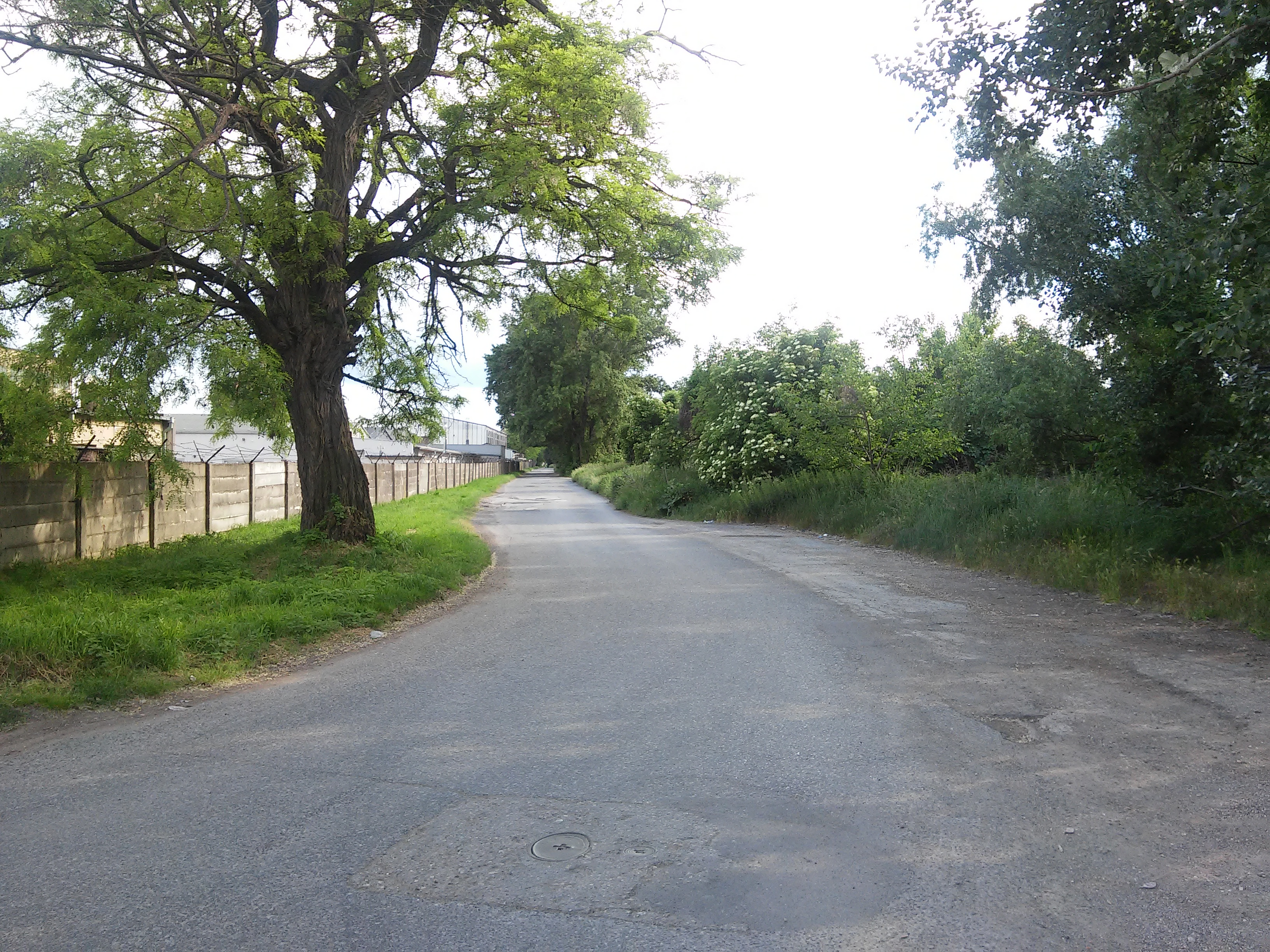
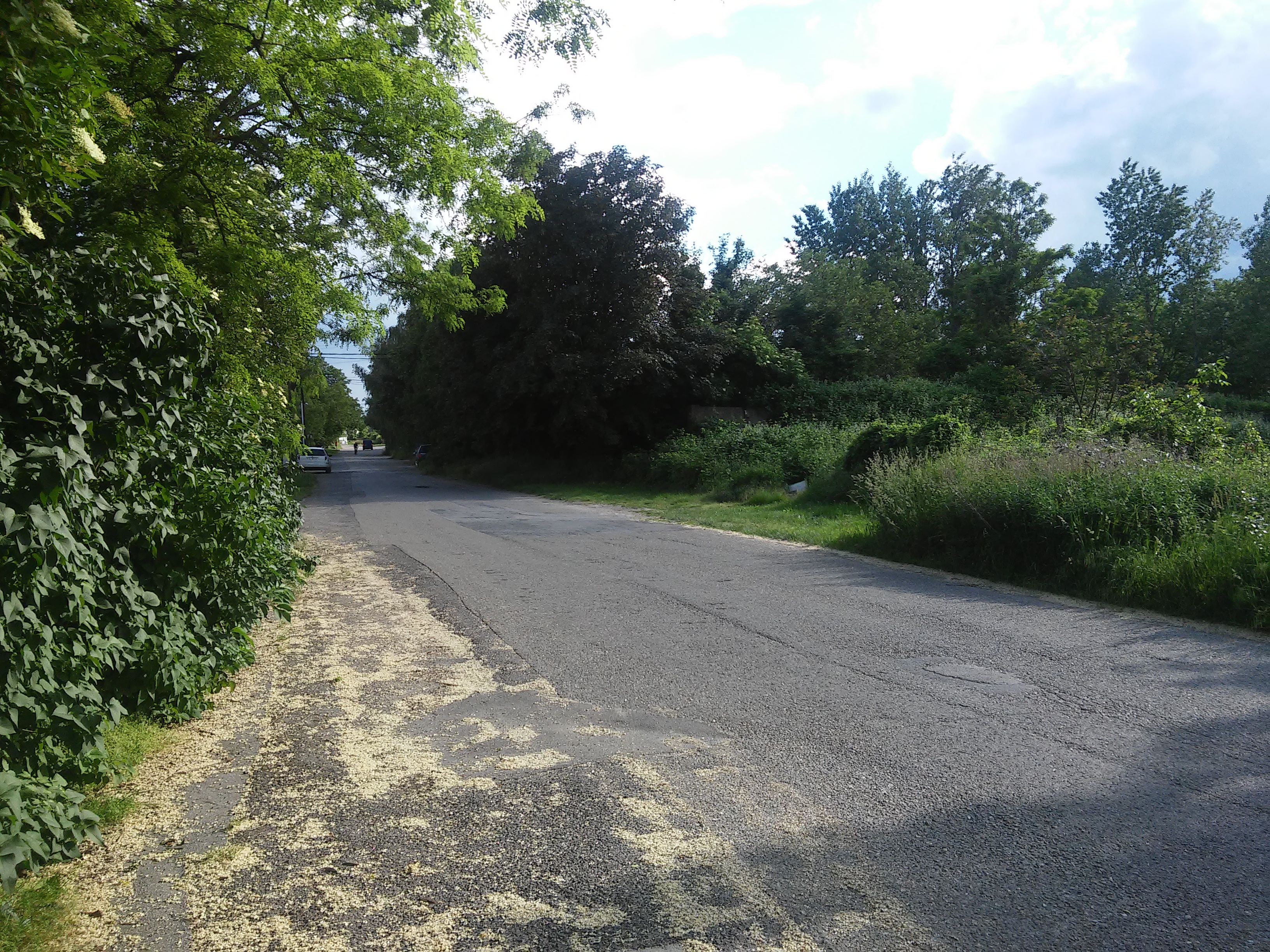
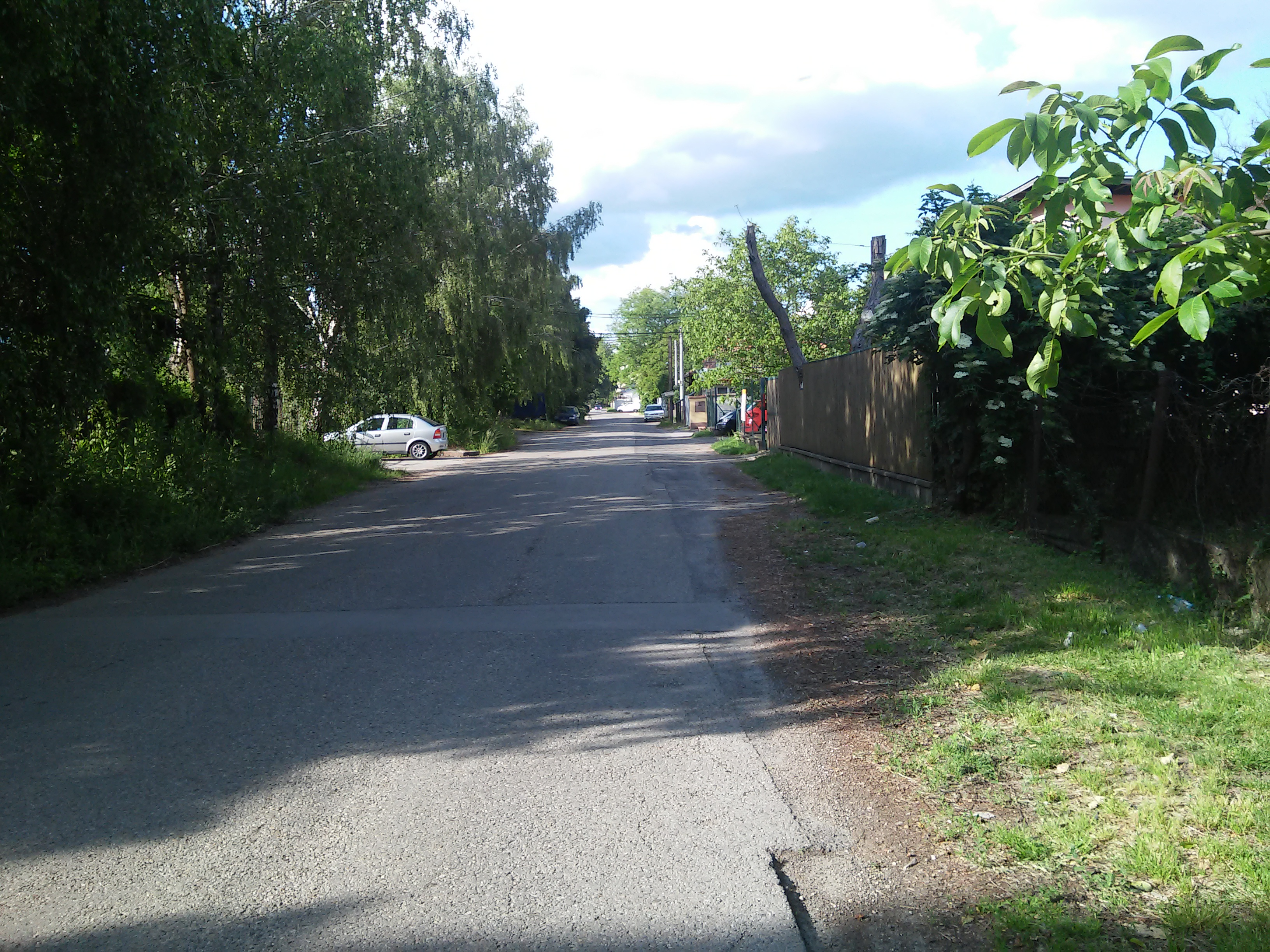